# Ukr.net
Ukr.net (Укр.нет) — найпопулярніший новинний інтернет-сервіс України. Входить до десяти найвідвідуваніших сайтів українського сегмента мережі. Станом на січень 2022 року займав 8-ме місце у списку найвідвідуваніших сайтів України.

## Опис
Щодня до стрічки новин сайту автоматично додаються близько тридцяти тисяч записів від 1500 джерел. Новини збираються щохвилини та розміщуються у відповідних тематичних рубриках. При цьому в новинній стрічці на головній сторінці за допомогою алгоритму утримуються найпопулярніші з них. Окрім іншого, сайт має стрічку регіональних новин. Редакція порталу не створює новин, а контролює автоматичну рубрикацію об'єднання передруків, фільтрує матеріали.
Новини представлені незалежно від політичної позиції та ідеології інтернет-сайтів, які їх публікують. Ресурс також надає поштову скриньку з тримовним інтерфейсом (українська, російська та англійська мови).
Поштовий сервіс було засновано 2000 року, тоді це була одна з перших безоплатних електронних пошт в Україні[джерело?].
У минулому ресурс також надавав послуги відеохостингу (Play.ukr.net), пошуку роботи (JOB.ukr.net), міського довідника (City.ukr.net), а також аукціону[джерело?].
Частиною порталу є сайт прогнозу погоди Sinoptik.ua.

### eDisk
Ukr.net також надає безкоштовний доступ до  хмарного сховища даних — eDisk. У ньому можна зберігати до 4 ГБ інформації (близько 40 000 документів). 

## Історія
- 1998 — заснований вебпортал ukr.net[11][12].
- 2000 — відкрита безоплатна реєстрація електронної пошти Freemail.ukr.net (з 2017 року — пошта@ukr.net)[11].
- 17 жовтня 2007 — вийшла україномовна версія порталу[11].
- 14 липня 2009 — поштовий сервіс FreeMail став доступний також з мобільного телефону[11].

## Популярність
На 21 квітня 2017 року в пошті @ukr.net зареєстровано 16,7 млн акаунтів[джерело?].
За даними Semrush, станом на червень 2024 року, Ukr.net став сьомим за відвідуванням сайтом України і 712 у світі. Понад 80 % його аудиторії з України. Невелика частка відвідувачів порталу приходить також із США, Великої Британії, Німеччини й Ірландії:
| Країна          | % відвідувачів |
| --------------- | -------------- |
| Україна         | 84,46          |
| США             | 2,16           |
| Велика Британія | 1,95           |
| Німеччина       | 1,94           |
| Ірландія        | 1,3            |

Після заборони у 2017 році в Україні використання низки російських сайтів та порталів, популярність порталу ukr.net почала стрімко зростати як в Україні, так і у світі[джерело?].

## Критика
Українська мова в сервісі
Позиціонуючи себе як українську електронну пошту, Укр.нет довгий час не мав україномовного інтерфейсу, а також спотворював листи, написані українською. Українські літери Єє, Її, Іі коректно не відображалися у тексті листів, постаючи у вигляді сторонніх символів. Починаючи з 2004 р. за ініціативи порталу Domivka.Net користувачі укрнетівської пошти почали звертатися до служби підтримки. 18 червня 2004 року запрацювало кодування utf8, яке коректно відображає українські літери.
Проте станом на 2020 рік значна частина функцій так і не надавалась українською[джерело?].
Неякісні джерела
Відсутній акцент на першоджерела. Через слабку фільтрацію новин на головній сторінці часто показується інформація з неодноразово передрукованих статей (копіпаст), а також контент видань, що приваблюють відвідувачів внаслідок «чорного» SEO та реклами (див. Клікбейт). Дані на 2017 рік.

## Вразливості
26 липня 2024 року Держспецзв'язку опублікувала наступне попередження: хакерське угрупування UAC-0102 імітує сайт Ukr.net для викрадення поштових акаунтів користувачів. Особливий інтерес для ворога становлять працівники державних органів, військовослужбовці, а також співробітники українських підприємств та організацій. Хакерське угруповання розповсюджує листи із вкладеннями у вигляді архівів, що містять HTML-файл. Відкривши файл, отримувач потрапляє на фішинговий сайт, вигляд якого імітує сторінку сервісу Ukr.net. Якщо ввести там свій логін та пароль, дані будуть надіслані зловмисникам, що призведе до компрометації акаунту.

## Збої в роботі
В ніч на 7 березня 2024 року дочірня компанія Web.com та реєстратор доменних імен Network Solutions без попереджень заблокувала домен ukr.net. Стрічка новин ukr.net та електронна пошта @ukr.net деякий час були недоступні. Блокування відбулося через наявність на порталі трьох матеріалів, заборонених Вищим судом Каліфорнії 23 січня 2024 року за позовом Станіслава Кондрашова та компанії Telf AG.

## Цікаві факти
- 2007 — «Український інтернет-портал року», пошта FreeMail — «Українська електронна пошта року»[19].
- 2008 — переможець у номінації «Інтернет-портал» за версією «Фаворити успіху»[20].